# Ricky Tomlinson

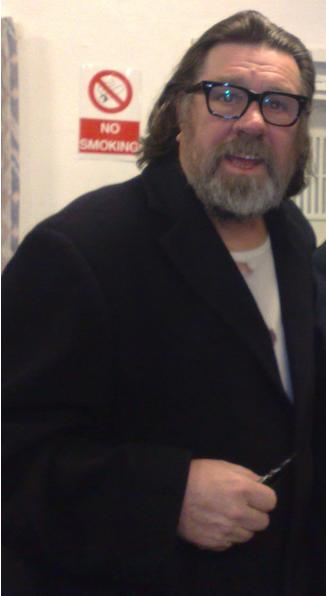
Ricky Tomlinson

Eric "Ricky" Tomlinson (Blackpool, 26 september 1939) is een Engels acteur. Tomlinson speelde vader Jim Royle in de comedyserie The Royle Family. Ook was hij te zien in films als The 51st State, Mike Bassett: England Manager en Stepdad. 

## Privé-leven
In 1973 kreeg hij een gevangenisstraf van 15 maanden opgelegd wegens het organiseren van protestacties tijdens een bouwvakkers-staking. Een dossier van de speciale afdeling van MI5 omschreef Tomlinson destijds als een lastpak, die geneigd was tot geweld. Ze vonden hem een linkse, politieke schurk.
Tomlinson, die overigens nooit acteerlessen heeft gehad, wees een vijf-cijferig bedrag af; een Brits magazine wilde een naaktfoto's van hem publiceren.
Hij kreeg door Steven Spielberg een rol aangeboden in Minority Report, maar moest deze afwijzen omdat hij al een rol had geaccepteerd in Mike Bassett: England Manager. 
Sinds 4 januari 2003 is Tomlinson getrouwd met Rita Cumiskey. 

## Filmografie
- Play for Today Televisieserie - Dennis (Afl., United Kingdom, 1981)
- Boys from the Blackstuff (Mini-serie, 1982) - Ziekenhuisdokter
- Out of Order (1987) - Schilder
- Brookside Televisieserie - Bobby Grant (31 afl., 1982-1988)
- Dear Sarah (Televisiefilm, 1989) - Bewaker #1
- Riff-Raff (1991) - Larry
- The Bill Televisieserie - Ray Hickey (Afl., Home to Roost, 1993)
- Raining Stones (1993) - Tommy
- Where the Buffalo Roam (Televisiefilm, 1994) - Glyn Hunter
- Roughnecks Televisieserie - Cinders (13 afl., 1994-1995)
- Butterfly Kiss (1995) - Robert
- Bob's Weekend (1996) - Jack
- Cracker Televisieserie - DCI Charlie Wise (15 afl., 1994-1996)
- Hillsborough (Televisiefilm, 1996) - John Glover
- Life Is All You Get (1997) - Buddy
- Preaching to the Perverted (1997) - Fibbin' Gibbins
- Mojo (1997) - Ezra
- The Fix (Televisiefilm, 1997) - Gordon
- Playing the Field Televisieserie - Jim Pratt (Afl. onbekend, 1998)
- Dockers (Televisiefilm, 1999) - Macca Macaulay
- Cold Feet Televisieserie - Taxichauffeur (Episode 2.5, 1999)
- The Greatest Store in the World (Televisiefilm, 1999) - Kerstman
- Hooves of Fire (Televisiefilm, 1999) - Kerstman (Stem)
- Lounge Act (2000) - Rol onbekend (Stem)
- Safe as Houses Televisieserie - Lawrence (Afl. onbekend, 2000)
- Nasty Neighbors (2000) - Harold Peach
- Clocking Off Televisieserie - Ronnie Anderson (Afl., Kev's Story, 2001|Bev's Story, 2001)
- Nice Guy Eddie (Televisiefilm, 2001) - Eddie McMullen
- The Priory Televisieserie - Rol onbekend (Episode 26 juni 2001)
- Mike Bassett: England Manager (2001) - Mike Bassett
- My Beautiful Son (Televisiefilm, 2001) - Oom Alfred
- The 51st State (2001) - Leopold Durant
- Five Ways John Wayne Didn't Die (2002) - Dode man (Stem)
- Once Upon a Time in the Midlands (2002) - Charlie
- Al's Lads (2002) - Billy
- Nice Guy Eddie Televisieserie - Eddie McMullen (Afl. onbekend, 2002)
- The Virgin of Liverpool (2003) - Frank Conlon
- Dalziel and Pascoe Televisieserie - Rowan Priestley (Afl., The Price of Fame, 2004)
- The All Star Comedy Show (Televisiefilm, 2004) - Verschillende rollen
- Down to Earth Televisieserie - Tony Murphy (Afl. onbekend, 2004)
- Mike Bassett: Manager Televisieserie - Mike Bassett (6 afl., 2005)
- Plenty More Fish (2007) - Compere
- Learning to Walk (2007) - Grootvader
- Nativity! (2009) - Burgemeester
- The Royle Family Televisieserie - Jim Royle (23 afl., 1998-2000, 2006, 2008, 2009)

- Bibliothèque nationale de France: cb14233601d (data)
- Gemeinsame Normdatei: 106179623X
- International Standard Name Identifier: 0000 0001 2282 1692
- Library of Congress Control Number: no2003071827
- MusicBrainz: 3d0d7a90-e431-4d50-a012-771cb3b73897
- Nationale Bibliotheek van Tsjechië: pna2004259212
- Système universitaire de documentation: 083601724
- Virtual International Authority File: 78470750
- WorldCat: E39PBJr3mpxxxBqvh7DrbP9Rrq